# 爪哇控股
爪哇控股有限公司（港交所：0251）是香港歷史最悠久的地產發展商之一。在香港交易所上市，主要業務為地產發展與投資，以及酒店營運，業務分佈香港、英國、澳洲等多個國家和地區。

## 公司簡介
爪哇集團於1956年在香港創立，其後子公司於1973年在香港交易所上市， 並於1989年遷冊到百慕達，爪哇控股有限公司正式成為集團目前的上市旗艦。
時至今天，爪哇集團已累積發展了超過200項的住宅、商業及工業地產項目。爪哇集團在香港、英國、澳洲、新西蘭、加拿大及國內多個城市擁有多元化的地產經驗 ，是一家業務多元化的跨國地產企業。

## 核心業務
集團的核心業務包括：
- 物業投資及資產管理
- 物業發展
- 酒店營運

## 公司標誌里程
2020s
2022
- 集團成功以11.88億港元投得淺水灣南灣道臨海住宅地王。及後項目公司按估值12.5億港元引入戰略投資者漢國置業（港交所：0160）成為50%項目公司股東。
- 集團成功以6.27億收購渣甸山稀有豪宅地盤龍風臺。

2021
- 爪哇集團夥同四大發展商攜手策劃，位於西九龍荔盈街的全新臨海地標式住宅發展項目「GRAND VICTORIA維港匯」正式開售。

2010s

2019
- 集團以7.8億港元收購中環威靈頓街50號之大部份權益。
- 集團售出英國蘇格蘭愛丁堡「John Sinclair House」。

2018
- 集團發行本金總額為1.5億美元之5年期票據，是次票據發行需求龐大，來自香港、新加坡及歐洲的反應熱烈。

2017
- 爪哇集團組財團成功以173億港元投得西九龍臨海住宅地王。
- 集團以近26億港元收購蘇格蘭銀行倫敦總部。
- 呂聯樸先生獲委任成為集團總裁。
- 集團通過派發特別現金股息及重組，為股東釋放價值。英國上市公司撤銷上市地位並清盤。
- 集團以15.28億港元收購壽臣山物業。
- 集團首次發行本金總額為2億美元之3年期美元票據，市場反應熱烈，獲超額認購近8倍（近16億美元）。

2016
- 爪哇集團慶祝成立六十周年。
- 集團以近 15 億港元收購英國審慎監管局總部。
- 集團以港幣8.9億之總代價售出物業發展項目成都「東悅名城」。
- 集團售出於中國之黃山項目。
- 集團以港幣9億之總代價售出綜合項目開封「東滙名城」。
- 本集團以港幣101.25億之總代價向世界500強中國光大集團及光大控股（股份代號: 165）售出大新金融中心，為香港2016年創市場紀錄的商廈成交。

2015
- 集團收購英國蘇格蘭愛丁堡 「John Sinclair House」。
- 本集團以港幣14億之總代價售出火炭項目。

2013
- 開封「東滙名城」預售活動啟動。
- 集團向合作股東購入其持有澳洲「Lizard Island渡假式酒店」之剩餘權益。
- 集團售出：
  - 所擁有50%股權位於中國大陸之耒陽項目及位於新西蘭之Christchurch項目
  - 位於香港之滙豪山之商場、所有公共停車位及餘下所有住宅單位

2012
- 集團於新西蘭出售「Kaikainui Block」之餘下樓房。

2011
- 集團於新西蘭出售「Kaikainui Block」之部份權益、「Favona Land」及「Man Street Carpark」之全部權益。
- 集團於中國四川省成都市龍泉驛區再購入一幅土地，連同去年購入之兩幅土地，土地總面積增至達五十萬零六千平方米，將發展為大型豪華住宅及商業綜合項目。

2010
- 香港火炭大型綜合零售及住宅發展項目，獲「城市規劃上訴委員會」批准。
- 成功奪得中國四川省成都市龍泉驛區兩幅土地，土地總面積約二十八萬八千平方米，將發展為大型豪華住宅及商業項目。
- 於中國河南省開封市購入多幅相鄰土地，土地總面積約為七十三萬五千平方米，將發展為大型豪華住宅、商業及酒店綜合發展項目。
- 中國湖南省耒陽市「紫荊府」第一期發展項目落成，首批單位入伙。

2000s

2009
- 集團旗下之五星級酒店「香港銅鑼灣皇冠假日酒店」開業。
- 集團出售香港多項非核心物業（包括香港皇后大道中九號二十八樓、香港日善街二十八號「駿逸峰」地下、一樓、二樓及招牌位置及「香港怡東商場」舖位），同時改變投資比重，專注於內地房產發展。
- 完成中國安徽省黃山市著名景區之土地收購計劃，將發展為具備休閒旅遊設施的項目。
- 中國湖南省耒陽市「紫荊府」第一期住宅項目展開預售活動。

2008
- 出售兩家印尼附屬公司之部分股權，該等公司的主要資產為多幅位於印尼的土地。
- 香港灣仔駿逸峰及鑽石山滙豪山兩個住宅項目相繼入伙。

2007
- 香港灣仔駿逸峰及鑽石山「滙豪山」兩個住宅項目推出，銷情令人鼓舞。
- 中國廣東省廣州市「西門口廣場」第二期（包括住宅單位、寫字樓及商場部分）落成。
- 全面收購及私有化「Trans Tasman Properties Limited」。
- 出售所持有之「協美針織廠有限公司」股份，並專注發展地產業務。

2006
- 慶祝爪哇集團成立五十週年。
- 爪哇控股有限公司的附屬公司在倫敦證券交易所之另類投資市場（AIM）上市。
- 中國廣東省廣州市「西門口廣場」第二期住宅單位進行預售，再度掀起市場熱潮，全部單位於兩週內售罄。

2005
- 與恒基兆業地產有限公司合作發展香港上水御皇庭住宅項目，推售反應熱烈。
- 中國四川省成都市「中環廣場」落成啟用，成為該市新地標。
- 於新西蘭交易所有限公司上市之聯營公司「Trans Tasman Properties Limited 」，把公司總部遷往新加坡。
- 為新西蘭航空公司發展其位於奧克蘭之新總部。

2003
- 呂榮梓先生繼任集團主席。
- 中國四川省成都市「新世紀廣場」落成。
- 「Trans Tasman Properties Limited」將旗下之上市澳洲物業附屬公司「Australian Growth Properties Limited」私有化，並就澳洲及新西蘭的投資組合進行策略性重組，進一步增加亞太區物業市場之投資比重，包括把握當地的反週期物業投資或發展契機出售在新西蘭及澳洲的投資物業，並於香港購入多幅發展用地。
- 以三億九千七百萬澳幣出售澳洲悉尼「佐治街363號」予基金公司，該項交易是澳洲悉尼市中心最大成交金額的物業交易之一。

2002
- 中國廣東省廣州市「西門口廣場」第一期住宅項目落成，正式入伙。

2001
- 中國廣東省廣州市「西門口廣場」第一期住宅單位推售，銷情理想。

2000
- 澳洲悉尼旗艦項目「佐治街363號」落成。

1990s

1999
- 現任集團總裁呂聯樸先生加入集團。

1998
- 收購於澳洲證券交易所上市之物業投資及發展信託基金「Global Property Fund」百分之四十六點三權益，其後負責管理該基金。

1997
- 「TTP」將旗下澳洲物業發展公司「Australian Growth Properties Limited」分拆為獨立公司，於五月十八日在澳洲證券交易所上市。

1995
- 「SEABIL New Zealand Limited」與「Tasman Properties Limited」（前稱「Robt. Jones Investment Limited」）合併，成立「Trans Tasman Properties Limited 」（簡稱「TTP」）。TTP成為本集團在澳洲及新西蘭之物業投資旗艦公司。

1994
- 「SEABIL New Zealand Limited」於六月三十日在新西蘭交易所上市。

1991
- 全面收購香港上市公司「協興針織廠有限公司」（股份代號：272）之控股股權，拓展製衣及貿易業務。
- 位於香港灣仔告士打道108號（現名為「光大中心」）之甲級商業大樓落成啟用，並成為爪哇集團總部。
- 香港共同發展物業－大坑高級住宅項目嘉景臺落成，全數住宅單位於推出後瞬即售罄。
- 投資國內地產發展項目及水泥生產業務，開拓中國市場。
- 與「Brierley Investment Limited」合組公司「SEABIL Pacific Limited」，投資新西蘭物業市場。
- 於印尼首都雅加達成立合資企業，在當地發展地產業務。

1980s

1989
- 將公司遷冊百慕逹，成立「爪哇控股有限公司」（SEA Holdings Limited）。

1988
- 衝出香港，開拓國際業務，於加拿大溫哥華投資及發展地產項目「Discovery」。

1983
- 購入香港多個重要地段及進軍酒店發展項目，進一步擴展業務。

1981
- 位於香港灣仔堅尼地道、樓高三十三層之豪華住宅「珀苑」落成。

1970s

1974
- 收購香港上市公司「安全貨倉有限公司」（股份代號：237）超過百分之三十之股本權益。

1973
- 爪哇企業有限公司於十月五日在香港遠東及金銀證券交易所上市 （股份代號：251）。

1960s

1969
- 現任集團主席呂榮梓先生加入集團。

1960
- 擴展物業發展項目，計有商業大廈、工業大廈及住宅等；同時進軍倉庫及紡織業，經營紡紗及編織等業務。

1950s

1956
- 「爪哇企業有限公司」於十二月六日由港商呂超民昆仲與印尼僑胞友儕在香港成立，創辦資本為港幣一百萬元，主要從事地產業務，並率先發展觀塘及新蒲崗兩個新工業區。

## 所有物業
住宅 
香港
- 渣甸山
- 淺水灣
- 維港滙I、II、III
- 壽臣山道東1號
- 逸園
- 御皇庭
- 駿逸峰
- 滙豪山

新西蘭
- JACKS POINT
- CLEARWATER RESORT

加拿大
- DISCOVERY APARTMENT

辦公樓 
香港
- 華威大廈
- 光大中心
- 威靈頓廣場
- 萬國寶通中心
- 萬國寶通中心
- 九龍灣常悅道15號商業項目，「THE CENDAS」，涉50萬方呎，包括約47萬呎寫字樓樓面

中國
- 西門口廣場
- 中環廣場
- 東匯名城
- 黃山項目
- 龍泉項目

英國
- 33 OLD BROAD STREET
- 20 MOORGATE

澳洲
- 363 GEORGE STREET
- 65 YORK STREET

新西蘭
- AIR NEW ZEALAND BUILDING
- FORSYTH BARR HOUSE

酒店及餐廳 
香港
- 香港銅鑼灣皇冠假日酒店

澳洲
- LIZARD ISLAND RESORT

## 外部連結
- 官方网站
- 銅鑼灣皇冠假日酒店（页面存档备份，存于）
- 洲際酒店集團 - 香港銅鑼灣皇冠假日酒店（页面存档备份，存于）
- 昆士蘭Lizard Island 度假酒店（页面存档备份，存于）